# Francisco Gorriti Sarasola
Francisco Gorriti Sarasola (San Sebastián, Guipúzcoa, 3 de abril de 1943) es un exfutbolista español que se desempeñaba como defensa.

## Clubes
| Club                    | País   | Año       |
| ----------------------- | ------ | --------- |
| Real Unión Club         | España | 1964-1965 |
| Real Sociedad de Fútbol | España | 1966-1977 |